# استو، ورمانت
استو (به انگلیسی: Stowe) یک منطقهٔ مسکونی در ایالات متحده آمریکا است که در شهرستان لامویلی، ورمانت واقع شده‌است. استو ۱۸۸٫۴ کیلومتر مربع مساحت و ۴٬۳۱۴ نفر جمعیت دارد و ۲۷۰٫۹۷ متر بالاتر از سطح دریا واقع شده‌است.